# Enterognathus inabai
Enterognathus inabai is een eenoogkreeftjessoort uit de familie van de Enterognathidae. De wetenschappelijke naam van de soort is voor het eerst geldig gepubliceerd in 2012 door Ohtsuka, Shimomura & Kitazawa.